# 沢田京海
沢田 京海（さわだ きょうみ、2005年2月8日 - ）は、日本のTikToker、タレント、インフルエンサー。かつてのハンドルネーム「トメィトゥ」としても知られる。宮崎県出身。GROVE（seju）所属。

## 概要
主にTikTokやYouTubeで活動している。アパレルイベントやミュージックビデオ出演などにも活躍の場を広げている。

## 経歴
高校2年生の時に、トメィトゥとしてTikTokでの活動を開始する。自然な表情やダンスを撮影したショート動画がTikTokで話題となり、1か月でフォロワー数50万人を突破した。
2023年、seju所属となる。
2024年、TikTokフォロワー数140万人に達している。

## 人物
小学6年生から中学生まで柔道を習っていた。
趣味は、食べること。寝ること。人間観察。
特技は、ゲーム、料理。
名前の由来は、「トメィトゥ」は思いつきで命名。「京海」は、寺で名付けられた。海を渡る仕事や東京で活躍するという意味が込められている。

## 出演

### 広告
- 花王「メリット DAY+」（2023年）[7]
- 花王「エッセンシャル」（2024年）[8]

### 配信番組
- 超十代チャンネル（2023年 - 、YouTube）

### テレビドラマ
- 無能の鷹 第1話（2024年10月11日、テレビ朝日系）

### 映画
- 80年後のあなたへ（2025年5月16日、The icon） - 外山すみれ 役[9][10]

### 雑誌
- LARME 056・058・059（2023年、LARME）
- WHITE graph 011（2024年5月、講談社）[2]

### ウェブコンテンツ
- ヤンマガWeb「日曜日のseju」（2024年11月、講談社）[11]

### イベント
- 超十代 -ULTRA TEENS FES- 2023@TOKYO（2023年3月）
- シンデレラフェス vol.10（2023年4月）
- TGC teen 2023 Winter（2023年11月）
- TOKYO LOVE KNIT（2024年2月）[12]
- 超十代 -ULTRA TEENS FES- 2024@TOKYO（2024年3月）[13]
- TGC teen 2024 Summer（2024年8月）

### MV
- 紫今「Soap Flower」
- tonun「君の目、声」[14]
- ルイ「灰色の虹」
- OSHIKIKEIGO「オッドアイ」[15][16]

### イメージ動画
- プリ機『PURIMANIA』ポケモンデザイン（2023年12月）

## 作品

### 写真集
- 東京路地裏散歩 meets seju（2025年4月1日、GROVE、撮影：酒井貴弘）[注釈 1][17]

### デジタル写真集
- 週プレ PHOTO BOOK『ポラリス』（2023年5月、集英社、撮影：酒井貴弘）
- WHITE graph デジタル写真集『URBAN GIRL FEELING』（2024年5月、講談社、撮影：大靏円）

## タイアップ
- 2023年2月 明治（TikTok）
- 2023年10月 Zoff（Instagram）
- 2023年10月、2024年1月、9月 ルルルン（TikTok、Instagram）
- 2023年11月 merry jenny（Instagram）
- 2023年11月 NTTドコモ（TikTok）
- 2023年12月 Leina「うたたね」（TikTok）
- 2023年12月、2024年11月 花王（TikTok）
- 2023年12月 フリュー（Instagram）
- 2023年12月 海遊館（Instagram）
- 2023年12月 CapCut（TikTok）
- 2024年2月 リクルート（TikTok）
- 2024年5月 WEGO（Instagram）
- 2024年6月 アサヒ飲料（TikTok）
- 2024年7月、9月 フレンドヒロ（TikTok）
- 2024年8月 Omoinotake「幾億光年」（TikTok）
- 2024年9月 一光「blinding」（TikTok）
- 2024年9月 SHEIN（Instagram）